# Byala Slatina (obchtina)
Ne doit pas être confondu avec Byala Slatina (ville).
Byala Slatina (bulgare : Бяла Слатина) est une obchtina de l'oblast de Vratsa en Bulgarie.

## Sections
| - Altimir - Bărdarski Geran - Bărkačevo - Byala Slatina - Bukovec | - Drašan - Gabare - Galiče - Komarevo - Popica | - Sokolare - Tărnak - Tărnava - Tlačene - Vraňak |